# Sebastião Leite de Vasconcelos
D. Sebastião Leite de Vasconcellos (Porto, Sé, 3 de Maio de 1852 – Roma, 29 de Janeiro de 1923) foi um arcebispo português. Destacou-se por fundar a Real Oficina de São José do Porto e por contribuir para a vinda dos Salesianos para Portugal.

## Biografia
Fez a instrução primária e secundária no Colégio dos Órfãos, no Porto, e no Colégio de Campolide, em Lisboa, entrando, em 1868, para o Seminário Maior do Porto, onde, em 1871, recebeu as Ordens Menores. Foi ordenado presbítero, a 15 de Novembro de 1874, pelo Cardeal-Bispo do Porto D. Américo Ferreira dos Santos Silva e, a 8 de Dezembro, celebrou a sua primeira Missa na Igreja de Santo Ildefonso, na mesma cidade. Exerceu sempre cargos relativos à Câmara Eclesiástica da Diocese do Porto e à Venerável Ordem Terceira de São Francisco do Porto, e, em 1880, fundou a Oficina de São José, tendo como principal objectivo a promoção de menores sem família, incutindo-lhes hábitos de trabalho e assegurando-lhes a formação humana, nomeadamente através da aprendizagem de um ofício e de uma educação moral e religiosa que lhes permitisse garantir o seu futuro na sociedade. O grande inspirador desta obra do então Padre Sebastião foi São João Bosco, fundador da Pia Sociedade São Francisco de Sales, com quem contactou presencialmente em 1882, que teve a mesma acção pelos jovens órfãos em Turim, no Reino da Sardenha.
Sebastião Leite de Vasconcellos era conhecido de Camilo Ferreira Botelho Castello-Branco, 1.° Visconde de Correia Botelho, com quem manteve correspondência. Aquando da morte de Camilo, ocorrida em 1890, o Rev. Leite de Vasconcellos acompanhou a urna do escritor desde a estação ferroviária de Campanhã até à Igreja da Lapa.

### Bispo de Beja
Apresentado como bispo da vacante Diocese de Beja por decreto de 1 de Agosto de 1907 e confirmado, a 19 de Dezembro, por bula do Papa Pio X, foi sagrado, por D. António Barroso, na Sé do Porto, a 2 de Fevereiro de 1908, data em que também escreveu a primeira Carta Pastoral, na qual faz uma alusão aos «actos que são de domínio público e que tanto amarguram o coração da nossa Mãe, a Santa Igreja», devido ao estado lastimoso em que se encontrava a diocese, vítima da secular indiferença religiosa.
Tendo tomado posse, por procuração, a 9 de Fevereiro, entrou solenemente na diocese a 11 de Março, na Igreja do Salvador, tendo uma recepção fora do normal, pois, segundo os relatos da época, foi «imponentíssima e grandiosa» e o número de participantes rondava os seis mil. Como gesto de caridade cristã, D. Sebastião vestiu completamente meia centena de crianças pobres da cidade.

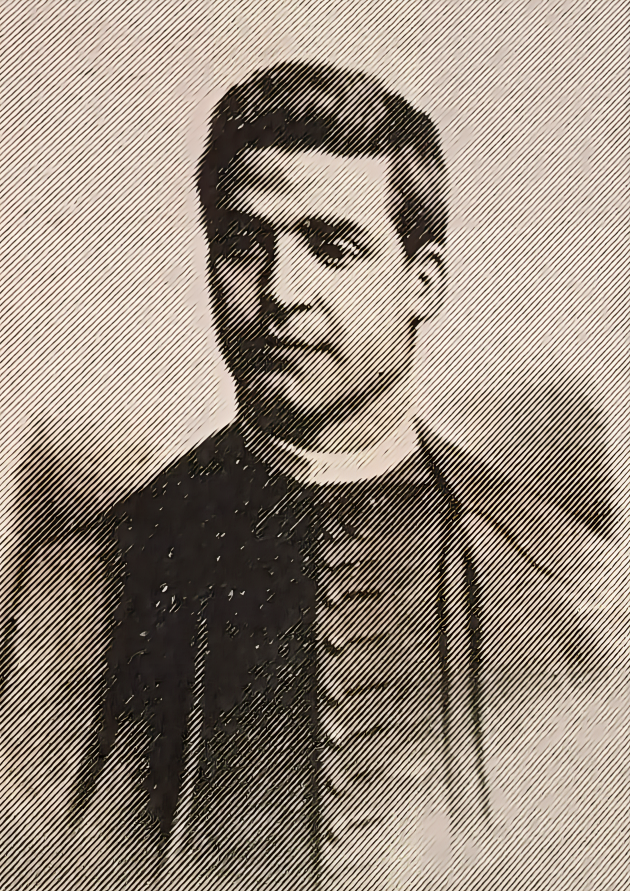
Aquando da primeira Missa, que celebrou, na Igreja de Santo Ildefonso, no Porto, a 8 de Dezembro de 1874.

A sua primeira preocupação como Bispo de Beja foi a catequização do povo e o levantamento físico e moral do Seminário diocesano. No dia após a tomada de posse, começou a percorrer as paróquias da cidade. Tendo também conhecimento de que os presos da Cadeia Civil de Beja dormiam em más condições, deu-lhes, como esmola, vinte enxergas.

### O caso Ançã
Ainda em 1908, Leite de Vasconcellos demitiu dois professores muito influentes do Seminário de Beja, o Padre Manuel Ançã, que, por motivos de disciplina, fora suspenso das suas funções de Escrivão da Câmara Eclesiástica, e o seu irmão, o Cónego José Maria Ançã, que o apoiara. O Ministro da Justiça, Francisco José de Medeiros, invocando a prerrogativa da Coroa (Lei de 28 de Abril de 1845), segundo a qual o facto devia ter sido comunicado ao ministério, exigiu a recondução dos dois professores. O bispo não cedeu, o Governo não quis impor-se e o Ministro pediu a demissão.
Este episódio seria bastante prejudicial para o prelado, já que os Padres Ançã (pouco dados ao celibato, vivendo em concubinato com duas mulheres, de quem tinham filhos), vingativamente, acusariam o prelado de ser homossexual. Este caso inspiraria, em 1910, o poema satírico-obsceno e anti-clerical O Bispo de Beja, de Homem-Pessoa, um autor anónimo, talvez pseudónimo do seu editor, Santos Vieira.

### Perseguição republicana e exílio
Inicia pelos vários concelhos a sua visita pastoral e, a 28 de Setembro de 1910, dirige-se às freguesias dos concelhos de Moura e Barrancos, permanecendo até ao dia 5 de Outubro, altura em que se deu a proclamação da república. Querendo regressar à cidade, é avisado, pelo Vice-Reitor do Seminário, do lastimoso e inconveniente estado da cidade em estado de revolução, bem como dos desacatos cometidos no Paço Episcopal, do qual foram roubados documentos, móveis e obras de arte que foram queimados em frente da mesma habitação.
Vendo-se impotente e com ameaças de morte, decide refugiar-se em Rosal de la Frontera, Espanha, e, mais tarde, no Seminário de Sevilha, esperando a altura propícia para regressar à diocese. Comunicando, cinco dias depois, a sua ausência ao Ministro da Justiça, bem como as nomeações para Governadores do Bispado (o Vigário-Geral mais dois Cónegos substitutos), o Governo respondeu-lhe, com arrogância, a 21 de Outubro, suspendendo-o de todas as temporalidades, por se ter ausentado sem licença do poder civil, e declarou nulas as nomeações que tinha feito.
D. Sebastião consultou a Santa Sé, a fim de mostrar a sua disponibilidade para renunciar ao bispado, o que não lhe foi concedido. No entanto, o Governo confiou provisoriamente a liderança da diocese ao Arcebispo Metropolita de Évora, D. Augusto Eduardo Nunes.

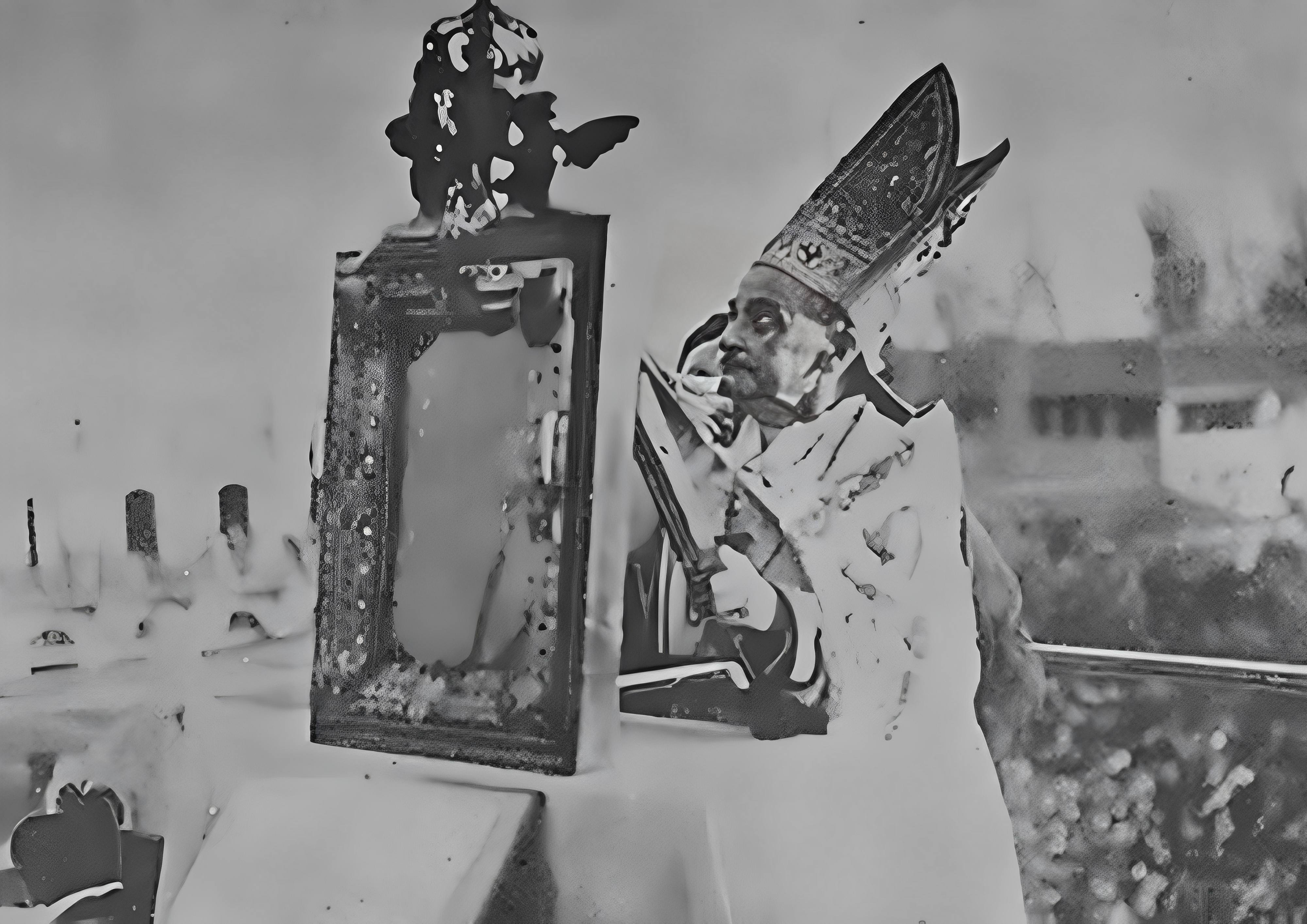
Legado Pontifício, na República Dominicana, em 1922.

Embora os bispos portugueses tenham manifestado ao Ministério da Justiça a defesa de D. Sebastião, o Governo, por decreto de 18 de Abril de 1911, destituiu o prelado pacense das suas funções e instaurou contra ele um processo judicial.

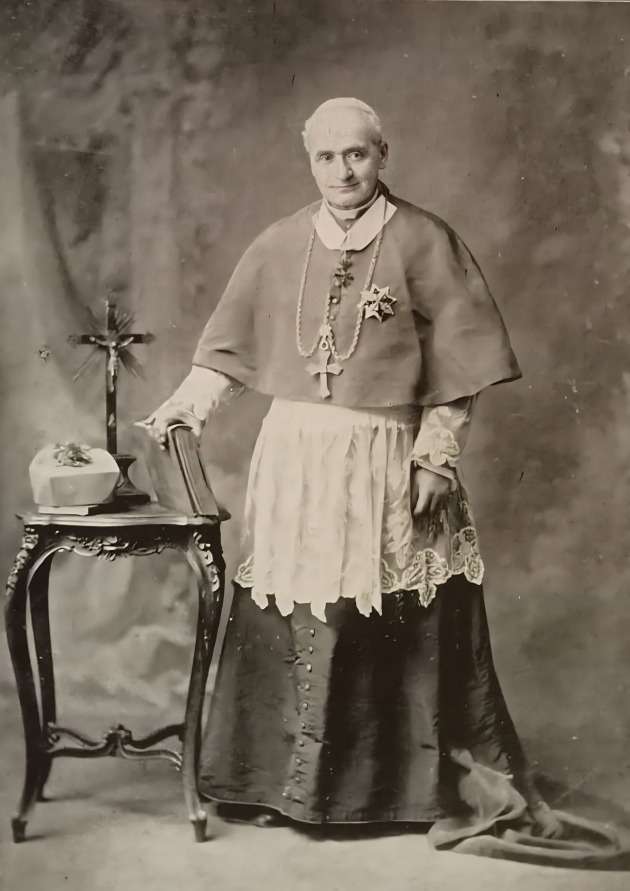
Arcebispo titular de Damieta.

### Nomeações no exílio e morte
Em Novembro de 1912, D. Sebastião deixa Lourdes, em França, onde residia desde o ano anterior, para ir para Roma, Itália, onde, a 17 de Setembro de 1915, foi nomeado, pelo Papa Bento XV, Assistente ao Sólio Pontifício e Conde Romano, e, a 15 de Dezembro de 1919, foi elevado a Arcebispo titular de Damieta. A 15 de Agosto de 1922, por nomeação de Papa Pio XI, foi Legado Pontifício para a coroação da imagem de Nossa Senhora de Altagracia, protectora do povo dominicano.
A 21 de Setembro de 1916, em Roma, crismou Maria Pyle, norte-americana convertida do protestantismo ao catolicismo que se viria a tornar discípula do santo capuchinho Pio de Pietrelcina.
Morreu em Roma, no Pontifício Colégio Pio Latino-Americano, às três horas da madrugada de 29 de Janeiro de 1923, vítima de pneumonia. As exéquias solenes, na Igreja de Santo António dos Portugueses, ocorreram a 1 de Fevereiro. Posteriormente, os seus restos mortais foram trasladados para o Porto, onde chegaram a 16 de Novembro do mesmo ano, estando sepultado no Cemitério do Prado do Repouso (jaz no jazigo-capela n.º 50 do cemitério privativo da Santa Casa da Misericórdia do Porto).

### Homenagens póstumas
A 15 de Novembro de 2024, D. Manuel Linda, Bispo do Porto, assinalou o 150.º aniversário da ordenação sacerdotal do Arcebispo titular de Damieta, ocorrida a 15 de Novembro de 1874, com uma Missa na Sé do Porto, a que o Papa Francisco se associou, por intermédio da Secretaria de Estado da Santa Sé, enviando uma mensagem evocativa e concedendo a Bênção Apostólica a quantos participassem na celebração.

### Brasão arquiepiscopal

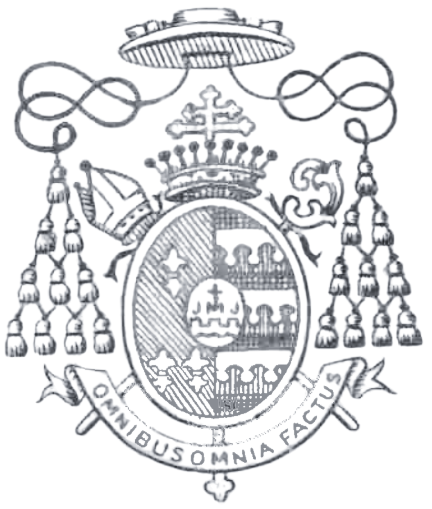
Brasão de armas de D. Sebastião Leite de Vasconcellos.

Escudo ovado partido em pala. Na primeira, as armas dos Leites, em campo verde, três flores-de-lis de ouro em roquete. Na segunda, as armas dos Vasconcellos, em campo preto, três faixas veiradas de prata e goles, sendo a prata em cima e os goles em baixo. No meio, escudete ovado, de campo azul, com bordadura de ouro, carregado, no contra-chefe, com o castelo de três torres de Beja, da sua cor, e, em cima, com as iniciais dos nomes de Jesus, Maria, José, de ouro, encimadas pela Cruz da redenção, também de ouro. Divisa: «Omnibus omnia factus — Fiz-me tudo para todos».

## Obras literárias
- Conselhos e avisos aos jovens artistas da Officina de S. José para lhes servir de guia no futuro  (Porto, 1891)
- Palavras de um exilado  (Lourdes, 1912)
- D. Sebastião Leite de Vasconcellos - O Apóstolo da Bondade (Porto, 2023)